# Niilismo existencial
Niilismo existencial é uma perspectiva teórico-existencial que afirma que a vida não possui um sentido ou propósito objetivo. A falta de sentido inerente da vida é amplamente explorada na escola filosófica do existencialismo, onde alguém pode potencialmente criar seu próprio "sentido" ou "propósito" subjetivo. O suposto conflito entre nosso desejo por significado e a realidade de um mundo sem sentido é explorado na escola filosófica do absurdismo. De todos os tipos de niilismo, o niilismo existencial recebeu a maior atenção literária e filosófica.

## História
O livro de Eclesiastes na Bíblia explora extensivamente a falta de sentido da vida:
As palavras do Mestre, filho de Davi, rei de Jerusalém:

"Vaidade! Vaidade!"
    diz o Mestre.
"Totalmente vaidade!
    Tudo é vaidade."
Que proveito tem o homem
    de todo o seu trabalho,
    com que se afadiga debaixo do sol?
Uma geração passa, outra geração vem,
    mas a terra permanece para sempre.
O sol nasce, o sol se põe,
    e corre de volta ao seu lugar.
O vento sopra para o sul
    e vira para o norte;
volta e revolve, volta e revolve.
Todos os rios vão para o mar,
    e contudo o mar nunca transborda.
Ao lugar para onde os rios fluem,
    para lá eles voltam de novo.
Todas as coisas são cansativas;
    ninguém pode descrevê-las em palavras.
O olho não se farta de ver,
    nem o ouvido se enche de ouvir.
O que foi, isso é o que há de ser;
    e o que se fez, isso se fará;
     de modo que nada há de novo debaixo do sol.
Há alguma coisa da qual se possa dizer:
    "Veja, isto é novo"?
Isso já existiu nos tempos que foram antes de nós.
Ninguém se lembra dos que viveram antes,
    e aqueles que viverão depois
também não serão lembrados
    pelos que ainda viverão depois deles.
Durante o Renascimento, William Shakespeare resumiu a perspectiva do niilismo existencial através da mentalidade de Macbeth no final da peça homônima:
"Ela teria de morrer, mais cedo ou mais tarde. Morta. Mais tarde haveria um tempo para essa palavra. Amanhã, e amanhã, e ainda outro amanhã arrastam-se nessa passada trivial do dia para a noite, da noite para o dia, até a última sílaba do registro dos tempos. E todos os nossos ontens não fizeram mais que iluminar para os tolos o caminho que leva ao pó da morte. Apaga-te, apaga-te, chama breve! A vida não passa de uma sombra que caminha, um pobre ator que se pavoneia e se aflige sobre o palco - faz isso por uma hora e, depois, não se escuta mais sua voz. É uma história contada por um idiota, cheia de som e fúria e vazia de significado."
O filósofo David Hume escreveu em uma de suas obras:
"Mas a vida de um homem não tem maior importância para o universo do que a de uma ostra."
Arthur Schopenhauer, Søren Kierkegaard e Friedrich Nietzsche ampliaram ainda mais essas ideias, e Nietzsche, em particular, tornou-se uma figura importante no niilismo existencial. Com Kierkegaard, o conceito de absurdismo foi desenvolvido, o qual explica a tentativa dos humanos de encontrar significado em um mundo sem sentido.
O movimento existencialista ateu se espalhou na França dos anos 1940. O Ser e o Nada de Jean-Paul Sartre e O Mito de Sísifo de Albert Camus discutiram o tópico. Sartre e Camus expandiram o tema do absurdismo. Camus escreveu mais obras, como O Estrangeiro, Calígula, A Peste, A Queda e O Homem Revoltado. Outros nomes incluem Martin Heidegger e Jacques Derrida. Além disso, a obra-prima vencedora do Prêmio Pulitzer de Ernest Becker, A Negação da Morte, é uma coleção de pensamentos sobre o niilismo existencial.
"O fio comum na literatura dos existencialistas é lidar com a angústia emocional decorrente de nossa confrontação com o nada, e eles gastaram grande energia respondendo à pergunta se sobreviver a isso era possível. Sua resposta foi um "Sim" qualificado, defendendo uma fórmula de compromisso apaixonado e estoicismo impassível."— Alan Pratt

## Argumentos
Schopenhauer argumentou que o fato de sentirmos tédio demonstra a falta de sentido inerente da vida, pois se a própria vida tivesse valor, não sentiríamos tédio:
"A vida humana deve ser algum tipo de erro. A verdade disso será suficientemente óbvia se apenas lembrarmos que o homem é um composto de necessidades e necessidades difíceis de satisfazer; e que mesmo quando são satisfeitas, tudo o que ele obtém é um estado de ausência de dor, onde nada lhe resta além do abandono ao tédio. Isso é uma prova direta de que a existência não tem valor real em si mesma; pois o que é o tédio senão o sentimento do vazio da vida? Se a vida - o anseio pelo qual é a essência mesma de nosso ser - possuísse algum valor intrínseco positivo, não haveria tal coisa como tédio: a mera existência nos satisfaria em si mesma, e não precisaríamos de nada. Mas, como é, não encontramos deleite na existência exceto quando estamos lutando por algo; e então a distância e as dificuldades a serem superadas fazem com que nosso objetivo pareça satisfatório - uma ilusão que desaparece quando o alcançamos; ou então quando estamos ocupados com algum interesse puramente intelectual - quando na realidade saímos da vida para observá-la de fora, muito à maneira de espectadores em uma peça. E mesmo o prazer sensual em si não significa nada além de uma luta e aspiração, cessando no momento em que seu objetivo é alcançado. Sempre que não estamos ocupados de uma dessas maneiras, mas lançados sobre a existência em si, sua natureza vã e sem valor nos é mostrada; e isso é o que queremos dizer com tédio. O desejo pelo que é estranho e incomum - uma tendência inata e inerradicável da natureza humana - mostra o quanto estamos contentes com qualquer interrupção daquele curso natural de assuntos que é tão tedioso."
A teoria pretende descrever a situação humana para criar uma perspectiva de vida e criar significado, que foi resumida como: "Nos exibimos, nos preocupamos e nos iludimos o quanto pudermos, mas nossas vidas não têm significado, e é fútil buscar ou afirmar significado onde não pode ser encontrado." Os niilistas existenciais afirmam que, para ser honesto, é necessário encarar a absurdidade da existência, que eventualmente morrerão, e que tanto a religião quanto a metafísica são simplesmente resultados do medo da morte e da tentativa de encontrar significado em um universo sem sentido.
De acordo com Donald A. Crosby:
"[...] não há justificação para a vida, mas também não há razão para não viver. Aqueles que afirmam encontrar significado em suas vidas estão ou sendo desonestos ou iludidos. Em ambos os casos, eles não enfrentam a dura realidade da situação humana."